# متان‌سولفونیک اسید
متان‌سولفونیک اسید (به انگلیسی: Methanesulfonic acid) یک ترکیب شیمیایی با شناسه پاب‌کم ۶۳۹۵ است. 